# 克丽丝廷·雅各比
克丽丝廷·雅各比（英語：Kristin Jacobi，1931年10月16日—），新西兰女子游泳运动员。她曾代表新西兰参加1950年大英帝国运动会游泳比赛，获得女子440码自由泳接力银牌。